# Vítor Sereno
Vítor Paulo da Costa Sereno GCM (Coimbra, 1970) é um diplomata português com uma carreira no serviço exterior de Portugal e atualmente é o secretário-geral do Sistema de Informações da República Portuguesa (SIRP). É formado em Direito (vertente jurídico‑económica) pela Universidade de Coimbra e mestre em Comunicação Empresarial pelo Instituto Superior de Comunicação Empresarial (ISCEM).

## Carreira
Ingressou na carreira diplomática em 1997. Serviu em Guiné‑Bissau, Argentina, Alemanha (Cônsul‑Geral em Estugarda e Munique) e Países Baixos (Cônsul‑Geral em Roterdão). Entre 2013 e 2018, foi Cônsul‑Geral em Macau e Hong Kong, com a categoria de Chefe de Missão. De setembro de 2018 a janeiro de 2022, foi Embaixador de Portugal no Senegal, com acreditação não‑residente na Costa do Marfim, Guiné‑Conacri, Gâmbia, Burquina Faso, Libéria e Serra Leoa. Em março de 2022, assumiu como Embaixador de Portugal no Japão.
Indigitado pelo Primeiro‑Ministro a 7 de novembro de 2024 como Secretário‑Geral do SIRP. Tomou posse a 27 de dezembro de 2024, após despacho publicado no Diário da República. Durante audição parlamentar, apresentou-se como um "reformador", comprometendo‑se com a modernização do SIRP e reivindicando mais meios humanos e técnicos.